# قطعنامه ۱۶۲۳ شورای امنیت
قطعنامه ۱۶۲۳ شورای امنیت سازمان ملل متحد که در تاریخ ۱۳ سپتامبر ۲۰۰۵ تصویب شد، سندی بین‌المللی دربارهٔ اوضاع در افغانستان است. این قطعنامه طی نشست ۵۲۶۰ام با ۱۵ رای موافق، ۰ مخالف و ۰ ممتنع تصویب شد.